# 드미트리 메드베데프
드미트리 아나톨리예비치 메드베데프(러시아어: Дми́трий Анато́льевич Медве́дев, 문화어: 드미뜨리 아나똘리예비치 메드베제브, 1965년 9월 14일 ~ )는 러시아 연방의 제3대 대통령이었으며, 제11대 러시아의 총리직을 역임하였다. 현재 러시아 안전 보장 이사회 부이사장을 맡고 있다.
2008년에 실시된 러시아 연방 대통령 선거에서 당선되어 2008년 5월, 제3대 러시아 대통령에 취임하였고 2012년 5월까지 러시아 대통령직을 수행하였다. 퇴임 직후 2012년 5월부터 2020년 1월까지 러시아 총리로 재직하였고, 2020년 1월 16일부터 신설된 러시아 연방안전보장회의 부의장으로 재임하고 있다. 2012년 5월 26일 통합 러시아당 대표에 선출되었다.

## 생애

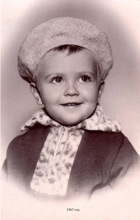
2세 때의 메드베데프

1965년 9월 14일에 레닌그라드의 노동자 거주 지역인 쿠프치노의 흐루숍카에서 한 대학 교수의 외동아들로 태어났다. 1982년에 레닌그라드 국립 대학교 법학과에 입학하여 1987년 법학학사를 취득했다. 1990년에는 모교의 도슨트가 되어 1999년까지 9년간 민법과 로마법을 강의했다.
1991년에는 새로 선출된 상트페테르부르크(레닌그라드의 새 이름)의 시장 아나톨리 솝차크의 법률 단체에 가입하였다. (다음 5년 동안, 메드베데프와 블라디미르 푸틴은 시청에서 함께 일하였다고 한다.)
솝차크 시장의 임기가 끝나자 메드베데프는 학문의 생활로 돌아갔다. 1999년 12월 31일 보리스 옐친 대통령이 사임하고, 총리였던 푸틴이 대통령 직무 대행을 시작하며 메드베데프를 그의 부하로 삼았다. 2000년 3월에 실시된 대통령 선거에서 푸틴이 승리하자, 부수석 보좌관으로 임명되었다.
같은 해에 러시아의 국영 천연 가스 회사인 가스프롬의 이사장을 역임했다. 2003년에 그는 푸틴의 수석 보좌관으로 진급되었고, 2년 후에는 부총리가 되었다.

## 대통령 당선

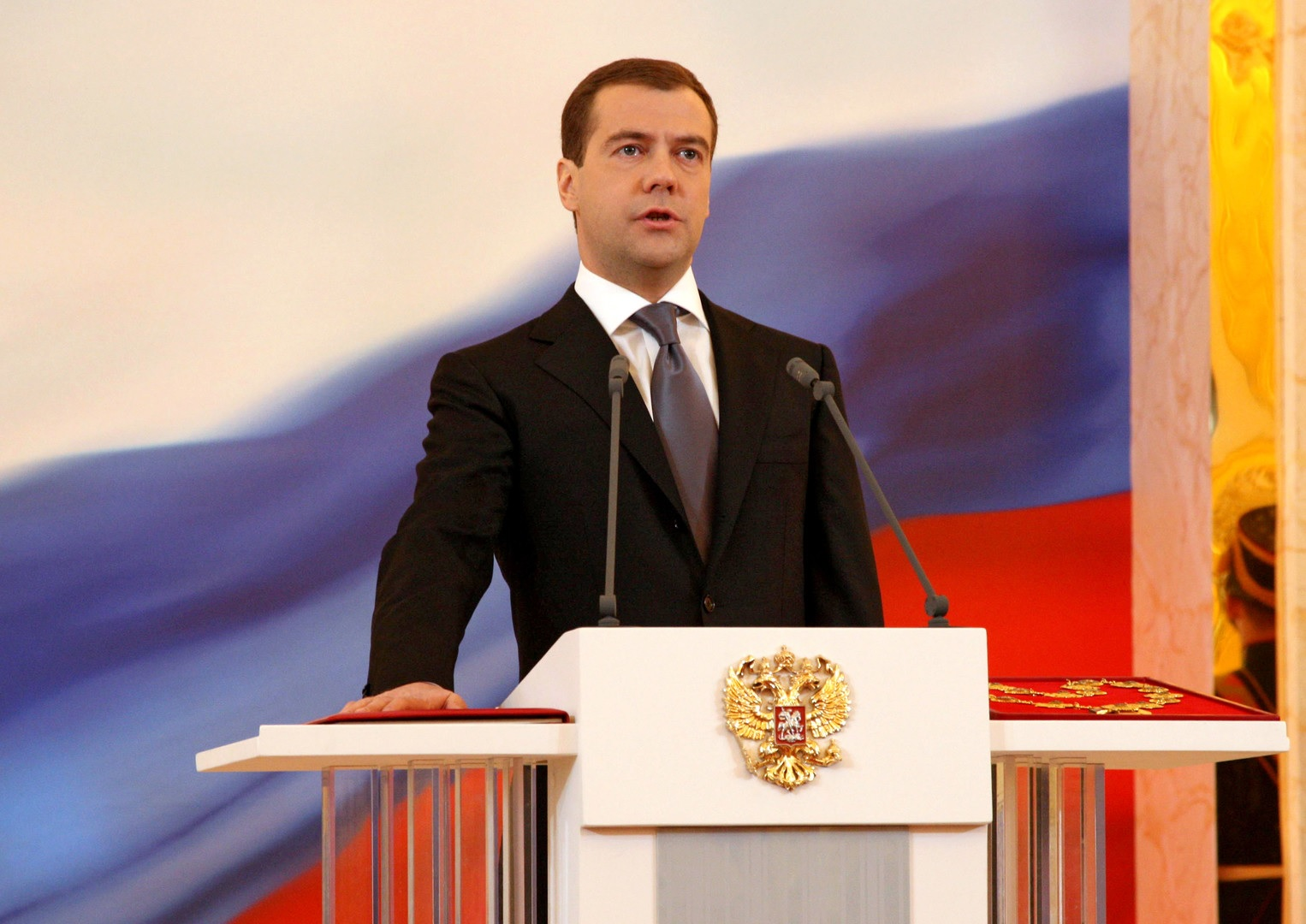
2008년 5월 7일 대통령 취임식을 올리는 메드베데프

2007년 12월 17일 푸틴 대통령이 후계자로 지목하였고, 2008년에 실시된 러시아 대통령 선거에서 70% 이상의 득표율로 대통령직에 당선되었다. 2008년 5월 7일부터 임기가 시작되어 크렘린에 입주하였고, 푸틴은 총리가 되었다.

## 대통령 재임
전임자보다 더욱 민주적으로 여겨진 메드베데프는 대통령으로서 러시아의 경제와 사회를 현대화시키는 데 목표를 두어 석유과 천연가스에 국가 지분을 줄여나갔다.
메드베데프의 재직 동안에 러시아는 2008년 남오세티야 전쟁에서 승리를 거두고, 2000년 후반의 불경기로부터 회복되었다.
러시아의 수없이 겪은 문제 중의 하나로 부패가 선정되면서, 메드베데프는 반부패 운동을 일으키고 실질적인 사법 개혁을 실시하였다.

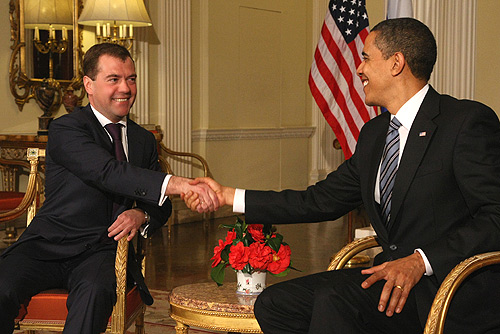
버락 오바마 대통령과 함께

마치 재선을 노릴 듯하였으나, 2011년 9월 24일, 통합러시아당 전당 대회에서 전 대통령인 푸틴 총리를 집권당인 통합 러시아의 대선 후보로 추대한다고 발표하고 단임 대통령으로 임기를 마쳤다.

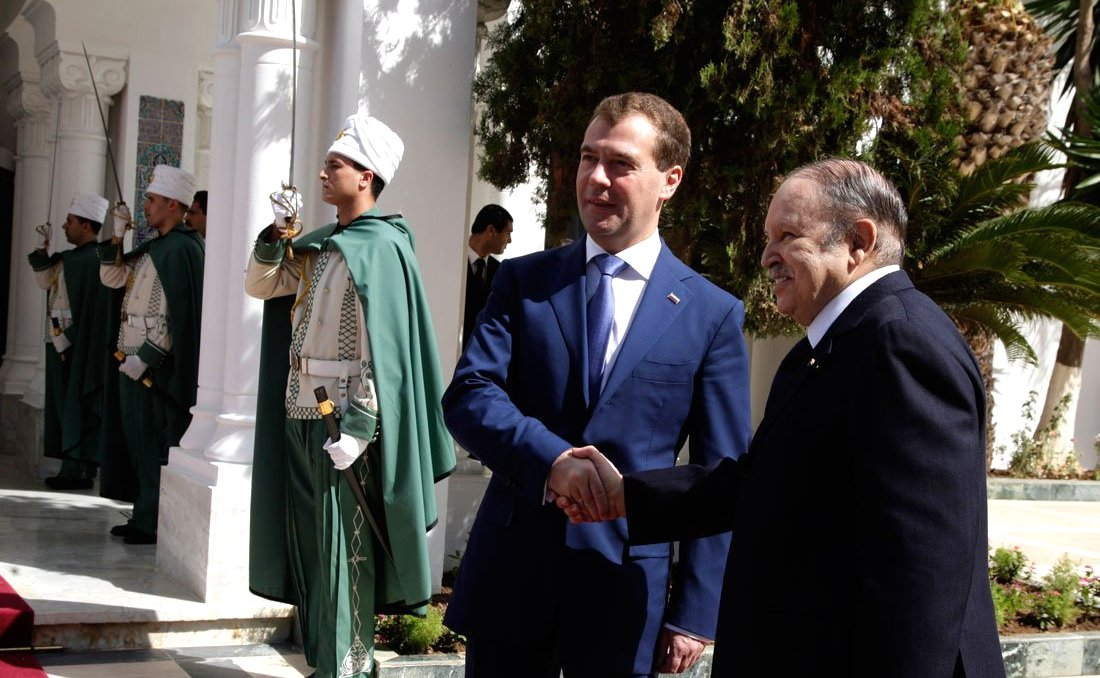
알제리 방문 중 압델라지즈 부테플리카 대통령과 함께

### 외교 관계
외교적으로 메드베데프의 주요 성과는 2011년 러시아를 세계무역기구(WTO)에 가입시키고 브릭스(BRICS) 국가들과 러시아의 협력을 늘이는 것은 물론, 조지아와의 전쟁에 이어 심하게 긴장된 러시아-미국 관계의 재조인 새 전략 무기 삭감 회의의 조인을 포함한다.
2010년 11월 구 소련 시대를 포함해 러시아의 국가 원수로서는 처음으로 쿠릴 열도를 방문해 화제가 되었다. 2011년 1월 19일에 팔레스타인을 방문했을 때, 팔레스타인의 독립을 지지한다는 말을 했다.

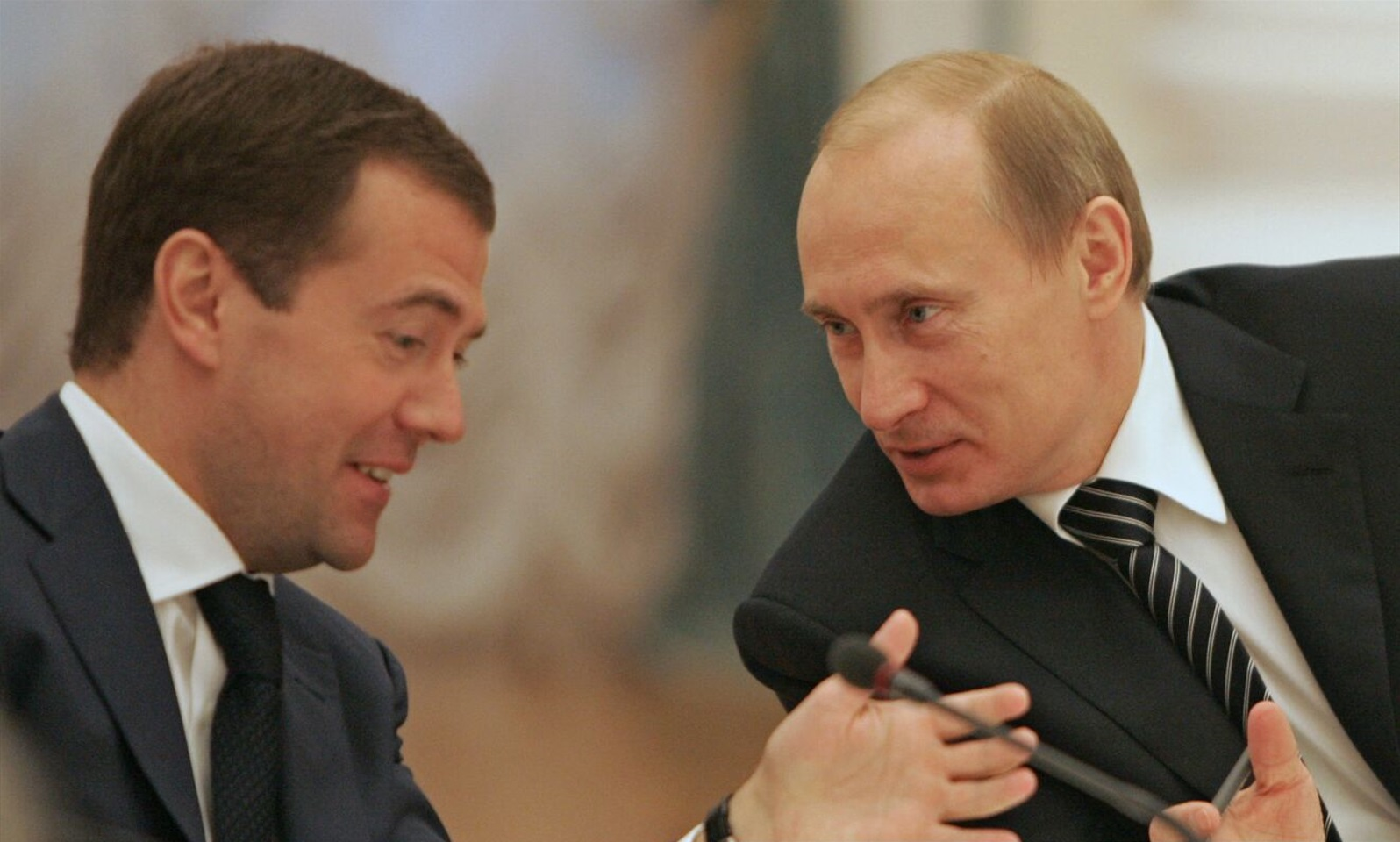
푸틴과 메드베데프

## 푸틴과의 관계
상트페테르부르크 시청에서 함께 일을 하면서, 푸틴은 메드베데프를 개혁 성향의 관리로 분류하였다. 또 그는 젊은날 딥 퍼플, 레드 제플린, 블랙 사바스, 핑크 플로이드와 같은 록 밴드를 좋아했다고 알려져 있다. 이런 인기있는 서방 문화에 대한 그의 개방성은 크렘린 안의 보수파의 반발을 받았으나, 푸틴이 메드베데프를 후계자로 지목한 후에는 잠잠해졌다. 대통령 선거 운동에서 푸틴 정권보다 더 열린 자세로 서방을 대하겠다는 연설을 해서 주목을 받았다.
그리고 푸틴을 총리로 임명하여 사실상 이원집정부제를 실시하였고, 2012년 푸틴의 재집권 뒤 총리로 임명되어 내정을 담당하였다.

## 역대 선거 결과
| 선거명      | 직책명          | 대수 | 정당        | 득표율 | 득표수       | 결과 | 당락 |
| ----------- | --------------- | ---- | ----------- | ------ | ------------ | ---- | ---- |
| 2008년 선거 | 러시아의 대통령 | 3대  | 통합 러시아 | 70.28% | 52,530,712표 | 1위  |      |

## 간행물
러시아 법률 저널에 박사 학위 논문을 주제로 두 개의 짧은 기사를 썼다. 그는 또한 1991년에 처음 출판된 대학 민법 교과서의 저자 중 한 명이다. 그는 2007년에 처음 출판된 "러시아 국가 발전의 질문"이라는 대학 교과서의 저자로, 사회 정책과 경제 발전에서 러시아 국가의 역할에 관한 내용을 담고 있다. 그는 또한 "러시아 연방의 국가 공무원에 관한 연방법에 관한 논평"이라는 제목의 법률 논평 책의 공동 저자이다.
이 연구는 2004년 7월 27일 발효된 러시아 연방 공무원법을 학문적, 사법적, 실무적, 집행적, 그리고 시행과 관련된 다양한 관점에서 고찰한다.
2008년 10월, 메드베데프 대통령은 대통령 웹사이트에서 첫 번째 팟캐스트를 전달하였다. 그의 비디오 블로그 게시물은 공식 라이브저널 커뮤니티 blog_medvedev에도 게시되었다.
2011년 6월 23일, 메드베데프는 러시아 위키미디어 재단 지부와 함께 RIA 노보스티 국영 통신사의 "영원한 가치" 프로젝트를 시작했다. RIA 노보스티는 크리에이티브 커먼즈의 이미지 100개에 대해 무료 라이선스를 부여했으며, 메드베데프는 RIAN의 드미트리 메드베데프라는 이름으로 등록해 위키미디어 커먼스에 직접 사진을 업로드했다.
2009년 4월 13일, 메드베데프는 노바야 가제타 신문에 주요 인터뷰를 했다. 이 인터뷰는 그가 러시아 출판사에 제공한 첫 번째 인터뷰였으며 시민 사회, 사회 계약, 공무원의 투명성, 인터넷 개발과 같은 문제들을 다루었다.
- Medvedev, Dmitry (2012). 《President Dmitry Medvedev》. Photo book.

## 비판

### 부정부패
2017년 야권 운동가 알렉세이 나발니의 폭로에 의해 드미트리 메드베데프 前 대통령이 어마어마한 부정축재를 했다는 사실이 밝혀졌다.
모스크바와 상트페테르부르크의 대저택, 부모 고향의 거대 농원, 소치의 초호화 별장, 흑해 연안과 이탈리아 토스카나의 와이너리, 호화 요트등을 대학 동창, 친인척 명의의 재단을 통해 소유하고 있는데 이 재단의 부동산 매입 자금이 러시아 거대 재벌들인 올리가르히들로부터 나왔다는 것이다.
이 폭로 때문에 2017년 3월 러시아 전역에서 반정부 시위가 일어났고 대저택 연못 한가운데에 오리집이 있다는 보도 때문에 시위 현장에 러버덕이 등장하기도 했다.

### 2022년 러시아의 우크라이나 침공
우크라이나 침공 이후 국가안전보장회의에서 부의장직을 맡으며 상상을 초월하는 막말을 쏟아내어 큰 비판을 받고 있다. 허구헌날 핵공격 타령을 일삼으며 북한을 연상시킬 정도로 발언의 수위가 더욱 거세지고 있다.
전쟁 직후부터 서방이 러시아 분열을 획책하면 인류가 종말할 것이라고 위협했다. 메드베데프의 이러한 극단적 발언들은 그가 한직으로 좌천된 이후, 만약 전쟁이 끝난다면 책임 돌리기 용으로 자신이 정치적으로 숙청 됨은 물론, '생명까지 위태로울 것을 느꼈기에 발악'이라도 해보는 것이라는 주장이 있다.#
혹은 중국의 전랑외교를 흉내내는 것일 수도 있다.
7월 28일, 우크라가 러시아로부터 빼앗긴 영토 되찾은 지도(그림1)와 폴란드,루마니아,헝가리,러시아에 의해 수도를 제외한 우크라의 모든 땅이 갈기갈기 찢겨 점령당한 지도(그림2)를 보여주면서,
"향정신성 약물로 인해 손상된 우크라 젤렌스키 대통령의 뇌에는 그의 나라의 밝은미래에대한 다음과같은 그림(1)이 떠올랐다. 서구분석가들은 이것이 실제로 그럴것이라고 믿고있다(그림2)."라며 국토를 침탈당한 우크라 국민들을 조롱하고 도발했다.#

9월 27일, "우리의 적들은 과장된 말을 하는 것을 좋아한다. 자유, 민주주의, 미션. 그것은 단지 의식적인 언어적 설사일 뿐이다. 사악하고 멍청한 선동의 설사 분수는 앵글로색슨족이 세계를 지배하기 위한 오랜 검증된 무기다. 청각장애인들은 자신의 말만 듣는다. 러시아는 필요하다면 핵무기를 사용할 권리가 있다. 러시아가 우리 국가의 존재 자체에 위험한 대규모 침략 행위를 저지른 우크라 정권에 대해 가장 위협적인 무기를 사용해야 한다. 키예프 당국은 이상한 마약꿈을 꾸고있다."며 러시아가 먼저 침략전쟁 일으켜놓고 적반하장으로 우크라가 침략했다고 왜곡 선동하면서 핵공갈 협박을 했다.#
11월 1일, "러시아가 이기지 못하면 우크라가 이기는 거다. 우크라의 목표는 이전에 속했던 전 영토를 되찾는거다. 즉, 이를 러시아로부터 분리시키겠다는 거다. 이는 우리국가의 존재에 대한 위협이며 러시아의 붕괴다. 따라서 핵 억지력 분야에서 러시아 연방정부 정책 기본원칙 19항을 적용할 직접적인 이유가있다. 서방은 세계 대전으로 몰아가고있다. 러시아가 이겨야 세계적 충돌을 막는 보장이된다."#
12월 11일, "러시아 성을 가진 유사 우크라 광견병 잡종은 그들의 적이 서쪽에서 블라디보스토크에 이르는 러시아 국경내에 있다고 선언했다. 광견병에 대한 치료법은 없다."라며 우크라인에 대한 인종 차별적인 증오 발언을 했다.#
12월 27일, "2022년 말에는 사람들은 기상천외한 새해전망을 하길 좋아한다"며 조롱조로 "내년에 EU가 해체되고 신나치제국이 수립되고, 폴란드·헝가리가 우크라 서부지역을 침공하여 점령하고, 미국은 제2의 내전이 발발하며 일론 머스크가 대통령이 될 것."이라며 황당한 새해 전망을 내놨다.##

#### 2023년
2월 7일, "우크라가 한국 전쟁에서의 휴전선처럼 휴전하는 시나리오를 고려하고 있다"고 주장했다. 우크라 올렉시 다닐로프 NSC 사무총장은 이에 대해 가짜 뉴스라고 반박했다.#
4월 19일, "윤석열 한국 대통령은 키예프 정권에 무기를 공급할 준비가 되어있다고 말했다. 저는 이 나라 국민들이 가장 가까운 이웃 국가인 북한에게서 러시아의 최신 무기를 볼 때 뭐라고 할지 궁금하다."라며 대한민국 국민들을 대상으로 생명과 안전을 위협하는 협박하면서 국내 종북·친러파 극우들에 반정부투쟁을 부추기려는 의도로 보인다.#
5월 12일, "녹색 옷을 입은 짐승은 크렘린에 있는 모든 이들에게 죽음을 기원#s-3했다. 주님의 길은 헤아릴 수 없기 때문에 누가 어떻게 죽을지 우린 모른다. 그러나 키예프의 마약중독자는 히틀러가 개약을 삼킨 것처럼 비겁한 자살을 할 것이다."라며 적반하장으로 침략당한 우크라 대통령을 나치 히틀러 취급하며 조롱했다.#
5월 23일, 베트남과 라오스를 방문해 비엔티안에서 기자회견 중 "우크라는 국가 분단에 대해 사회 여론이 어떤 태도를 보이는지를 탐색하기 시작했다. (한반도의)38선도 그렇게 해서 생겨났다. 우리가 점령하고 있는 우크라 동부 4개 지역(도네츠크·루한스크·자포리자·헤르손주)과 크림반도를 러시아 측에 양보하고, 남은 우크라 지역을 서방의 통제하에 둔다는 남북한식 시나리오는 우크라 측의 희망 사항일 뿐. 키이우의 나치 광대 젤렌스키와 협상은 불가능하다."라고 주장했다.#
6월 23일, "두다라는 폴란드 쓰레기는 광견병걸린 짐승처럼 러시아에 쏘겠다고 제안했다. 누가 그런 놈들과 협상하길 바래? 말이 안돼요. 이런 똥같은 생물은 17세기처럼 붉은 광장으로 끌고와 잔인하게 4등분으로 처형시켜 마땅하지만 우리는 인본주의자다. 다른 방식으로 복수할꺼다."라며 폴란드인에 대한 인종차별 막말과 함께 중상모략으로 두다 폴란드 대통령에 대한 고문·살해 협박을 했다.#

7월 6일, 히로시마 언급하며 "핵 쓰면 모든 전쟁 끝나"라고 주장했다.#
7월 15일, "전 영국 총리 존슨은 우크라를 무조건 나토에 가입시킬 것을 제안했다. 은퇴한 바보는 무조건 정신병원에 입원시켜야 한다. 이는 3차세계대전을 요구하는 상남자를 연기하고있다."#
7월 30일, "나토의 지원으로 우크로반데리트들이 우리 땅의 일부를 점령한다면 2020년 푸틴 러시아 대통령령의 규칙에 따라 핵무기를 사용할꺼다. 그러므로 우리의 적들은 우리 병사들의 건강을 위해 기도해야 한다. 그들은 세계의 핵 대화재가 타오르는 것을 허용하지 않는다."라고 주장했다.##

8월 1일, "모든 사람들은 스포츠 경기 중에 어떻게 행동해야 하는지에 대해 논쟁한다. 예를 들어, 라이벌과 악수할 필요가 있는지 여부. 예를 들어, 세계 펜싱 선수권 대회에서. 나는 사브르 펜싱 선수의 규칙에 익숙하지 않다. 하지만 규칙을 어길 수는 없다. 안 돼요. 중세시대에는 사람들이 이것을 위해 단순히 머리를 자르고 4등분했다. 그런 것😜"라며 메롱하는 이모지까지 넣고 러군에의해 참수, 효시당한 우크라군 포로들을 조롱했다.#

9월 3일, 러시아 극동 유즈노사할린스크에서 열린 ‘군국주의 일본에 대한 승전일 및 제2차 세계대전 종전일(the Victory Day over militaristic Japan and the end of the World War II)’ 78주년 기념행사에 참석해 "일본의 새로운 군국주의 추진은 아시아·태평양 지역의 (안보)상황을 심각하게 복잡하게 만든다"고 주장했다.#
12월 9일, "숄츠는 '유럽에 에너지 공급을 중단한 건 러시아였고, 가스 공급을 중단한 건 러시아 대통령이었다'고 말했다. 독일놈들이 완전히 거짓말을 하고 있네! 자기네들이 스스로 거부하고, 러시아에 대한 증오 때문에 자국민까지 속여넘기고, 이제는 회피하고 거짓말하고 있네!"#

12월 13일, 바이든은 진보적 치매의 명백한 징후를 가진 노인이다. 그럼에도 불구하고 그는 우크라 거지를 만나서 키예프의 신화적 승리에 대해 이야기한다. 그는 치매 증상이 있기 때문에 그가 말한 승리는 다음과 같이 분석 할 수 있다.
1. '우크라는 독립국가다' - 국경과 주권은 중요하지 않다. 2. '우크라를 보호 할 수 있다' - 그냥 보호해, 난 반대하지 않아. 결과는 중요하지 않다.
3. '침략을 멈춰라' - 러시아 군대가 계속해서 네오나치를 분쇄 할 것이 명백하기에 이것은 불가피하다."라고 주장했다.#

#### 2024년
1월 12일, "우크라가 러시아 미사일 발사대를 공격하는 것은 핵무기를 사용할 직접적이고 명백한 근거가 될 것"이라며 핵공갈 협박을 했다.#
1월 19일, "유럽 정치계의 궁극적인 몰락이 실제로 일어나고 있다. 스웨덴인들은 NATO 없이도 행복하게 살았다. 그러다 러시아의 공격으로부터 스스로를 보호하기 위해 NATO에 가입하기로 결정했다. 그리고 이제 스웨덴 정부는 NATO에 가입하기 전에 러시아와의 전쟁을 선포하고 있다."라며 스웨덴인을 조롱,비하하는 사진을 올린다.# 이후 스웨덴은 2024년 3월 7일 공식적인 32번째 나토 회원국이 되었다.
2월 18일, "러시아가 패배하고 우크라가 이기면 러시아는 붕괴한다. 치열한 내전이 일어나 우리나라가 세계지도에서 사라지고 수천만명의 희생자가 발생한다. 우리 미래의 죽음. 모든 것이 무너진다. 러시아 지도부는 이 경우 핵전쟁하는 것에 두려움을 가질건가?
우리국가의 모든 전략무기를 사용하여 서방과의 글로벌 전쟁에. 키예프, 베를린, 런던, 워싱턴. 오랫동안 우리 핵 삼합회의 목표에 포함되었던 다른 모든 아름다운 역사적 장소에.
천년된 우리의 위대한 조국이 사라질 위기에 처하고, 수세기에 걸쳐 러시아국민이 치른 희생이 헛된것으로 판명된다면 우리는 그렇게할 용기를 가질수있을까? 답은 분명해.
따라서 너무 늦기전에 모든걸 반환하는 것이좋아. 그렇지않으면 적에게 최대한의 손실을 입히고 직접 돌려줄거다. 아브데옙카처럼. 우리의 전사들은 영웅이다!"라며 핵공갈 협박을 했다.#
3월 1일, 독일 연방군 회의에서 우크라에 타우러스 미사일 배치를 논의한 것이 유출된 것에 대해 "우리의 영원한 적수인 독일이 다시 한 번 원수로 변했다"며 독소전쟁을 언급했다. 그의 글은 적반하장으로 "독일 파시스트들에게 죽음을!"으로 마쳐졌다.#
3월 4일, 러시아 크라스노다르주 소치 시리우스에서 열린 세계청년축제 '교육마라톤 지식,최초' 행사에서 "예전에 우크라 지도자 중 한 명이 '우크라는 러시아가 아니다'라고 말한 적이 있다. 이 개념은 영원히 사라져야한다. 우크라는 당연히 러시아다. 드니프로강 양쪽의 영토는 러시아의 전략적, 역사적 국경에서 필수적인 곳이다."라며, "러시아 국경은 어디에서도 끝나지 않는다. 우리는 다른 사람의 땅이 1㎝도 필요하지 않지만 우리 땅을 0.5㎝도 포기하지 않을 거다."라며 세계 청년들 앞에서 우크라 침공과 강제합병의 정당성을 주장했다.#
3월 20일, 프랑스의 우크라 파병에 대해 "프랑스 수뇌부와 마크롱 거시기를 단두대로 절단시켜야한다."#

3월 23일, 모스크바 공연장 테러사건에 애도를 표한뒤 "테러리스트는 보복 테러로 맞서야 한다. 테러리스트를 총살하고 그 가족을 탄압해서 죽이지 않으면 어떤 재판이나 조사도 도움되지 않을거다. 이들이 키예프 정권의 테러리스트라는 것이 확인되면 그들과 그들의 이념적 영감을 다르게 다루는 것은 불가능하므로 그들 모두는 테러리스트로서 무자비하게 파괴시켜야한다."라며 IS에 대한 업급조차 하지않고 우크라 소행으로 몰아가며 보복 테러 협박을 했다.#
4월 6일, "모스크바 테러행위의 공범자에 대하여 3월22일 크로커스 시청에서와같이, 형법에서는 여러사람이 범죄에 참여할때 범죄행위의 공모를 구별하는 것이 일반적이다. 이 극악무도한 범죄행위의 공범이 누구인지 알아보자.

1. 출연자. 이 개발도상국(타지키스탄) 개자식들이 잡혔고 조사가 수행됐다. 그들이 IS와의 연관성에 대해 여러 번 언급했지만 이 쓰레기들은 결코 그들의 신앙을 위해 죽을 준비가 되어 있는 종교적 광신자(IS)가 아니야. 그들은 돈으로 고용되어 사격훈련받은 원시적인 암살자,동물,인간쓰레기다.

2. 주최자. IS책임이란 전설이 만들어졌다. 글쎄, 아마 돈을 받았을꺼다. 이미 고용된 괴짜들의 전화에서 공개된 첫 번째 정보는 주최자의 국적을 분명히 나타낸다. 이들은 나치 우크라 관리들이다. 테러공격으로 전선의 불리함을 만회하기위한 아이디어가 탄생한것은 그들의 추악한 두뇌에서였지만 이는 놀라운 일이 아니다. 그들이 전 세계의 테러리스트를 다루는 방식이다. 공소시효가 없다.

3. 공범자. 그들 중 다수가 있다. 그들의 범위는 확장되고 있으며 돈을 기부하고 운동을 조직하고 사격술을 가르친 사람들을 포함한다. 훨씬 더 흥미로운 것은 다른 공범자나 테러리스트의 국제 후원자다. 여기에 나토 고위관리가 포함된다. 그래 마크롱이야. 그의 수사,행동 그리고 가장 중요하게는 반데라 정권과의 비밀작전에 대한 제재는 3월22일 테러공격에 공모한것으로 간주된다. 그렇기 때문에 굴과 샴페인을 좋아하는 그 인간은 자신과 부하직원을통해 테러공격에 프랑스가 개입했다는 사실을 공개적으로 부인해야했다. 마크롱과 다른 서방 지도자들이 이 끔찍한 테러공격의 후원자라는 것은 분명해."라며 테러사건이 IS소행임을 부인하고 우크라, 프랑스, 나토 소행이라는 근거없는 음모론 주장을 했다.#

5월 6일, "존재하지도 않는 나라에 군대를 파병해야 한다는 서구의 유아, 바보같은 정치인들의 무책임한 악다구니가 커지고있다. 여기에는 미국, 영국, 프랑스, 폴란드, 발트해 연안국의 미치광이들이 포함된다. 따라서 러시아 총참모부가 서구 국회의사당, 엘리제궁, 다우닝 가 10번지를 핵타격하기 위한 비전략 핵공격 훈련을 해야하는 이유이며 세계적 핵재앙이 닥칠거다."#
7월 17일, 러시아 현지 일간지 아르구멘티 이 팍티와의 인터뷰에서 "우크라의 나토 가입은 러시아에 대한 선전포고이며, 우리의 대응은 더욱 가혹해질 것이며, 지구전체를 산산조각 낼 거다."라며 전 인류를 위협했다.#
8월 21일, 우크라군이 러 본토 쿠르스크의 일부 영토를 점령하자 "우크라 패배까지 협상 없다"라며 으름장을 놨다.#
9월 25일, "미 행정부는 러시아를 포함한 다른 나라들이 자국 선거에 개입하는 것에 대해 돼지처럼 꽥꽥거리고 있다. 동시에 우크라의 미친 마약 중독자 젤렌스키 대통령은 펜실베이니아 주를 방문하며 카말라와 뻔뻔스럽게 어울리고 있다."#
10월 6일, "일주일 동안 아직 일어나지 않은 7가지 사건. 1. 우린 런던에 폭탄을 투하할 거다. 그러나 문제는 저주받은 앵글로색슨 개들이 사는 섬 전체를 즉시 침몰시켜야 한다.

2. 러시아의 죽음을 원했던 존재하지 않는 나라 '라트비아'의 대통령이 팔을 부러뜨렸다. 목이 아닌게 아쉽네.

3. 돼지 뮤지컬 키예프 광대는 곧 "특별한 람슈타인이 나타날 것"이라고 말했다. 그는 정말로 무대에서 남근으로 피아노 치기위해 코미디언으로 돌아올 것인가?

6. 악취나는 키예프의 두다는 전쟁을 벨로루시로 옮길 것을 제안했다. 그렇다면 벨로루시에 주둔시킨 전술 핵무기를 사용하여 그에게 키예프의 불빛을 보는 즐거움을 거부하기 어려울 것이다."라고 주장했다.#

10월 24일 "저 폴란드 놈들은 괜히 덤벼들고 있어. 우리 영사관을 폐쇄하고 대사 추방까지 고려하고 있어."라며 폴란드 국기를 든 비버 합성 사진을 보여주며 폴란드인을 비하한다.
11월 4일, "트럼프와 해리스의 입장은 러시아가 패배해야 한다는 양당의 합의를 완전히 반영한다. 트럼프가 우리전쟁에 개입한다면 그는 JFK처럼 암살될 것이다."라며 트럼프를 위협했다.###
11월 6일, "트럼프는 뛰어난 두뇌의 사업가"라고 칭찬하면서 젤렌스키한테는 "키예프의 녹색쓰레기는 흰 가루가 될 것이다."라며 조롱했다.#
12월 4일, "윤석열 대통령은 물러나라. 그는 계엄령을 선포했고 의회는 이를 폐지하고 사임을 요구했다. 배신자. 이들은 미국이 지원하고 미래의 운명은 알수 없지.

마크롱 프랑스 대통령이 정부 위기 대처에 실패해 떠나야 한다. 약한놈. 이들은 미국이 지원하고 미래의 운명은 알수 없지.

주라비슈빌리 조지아 대통령은 임기 만료 후 사임해야 하지만 이를 원하지 않는다. 노골적인 바보. 이들은 미국이 지원하고 미래의 운명은 알수 없지.

우크라의 연체된 불법 대통령은 사라져야 한다. 마약중독 범죄자새끼. 미국의 지원이 끊기면 미래의 운명은 매우 분명해. 수치#s-1스런 정치적 망명 또는 공개처형이다."라고 주장했다.#

12월 17일, 이고르 키릴로프 암살이 '반데르주의자'에 의해 조직되었다며 키릴로프의 죽음을 '고뇌'라고 불렀고 보복을 천명했다.#
12월 20일, "트럼프는 오래전부터 마약중독자였고 우리에게 엿을 먹였다. (바이든처럼)우크라에 계속해서 돈과 무기를 줄 것이기 때문에 러시아와의 협상은 없다."라고 주장했다.#
12월 27일, 한덕수 국무총리 탄핵소추를 두고 "쟤네 또 탄핵한다. 오징어 게임 시작, 팝콘 준비 완료!"라며 한국을 조롱했다. ##

#### 2025년
1월 6일, "마약중독 괴물 젤렌스키는 솔직히 러시아 사람들을 경멸한다고 말했다. 나치 악당들이 러시아 사람들이 진심으로 그를 경멸한다는 것을 의심하지 않도록 해주세요!"라고 주장했다.#

1월 26일, "백악관의 도널드 트럼프는 전 세계를 혼동시키려고 노력했다. 그러나 그는 우릴 속일 수 없다😂!"#
3월 4일, "트럼프 행정부는 더 이상 키예프의 나치 잡종견에게 먹이를 주고 싶어 하지 않다. 벼룩투성이 개를 노쇠한 유럽이 '내 강아지!'라고 기뻐 외치며 데려갔다. 소용없어. 미친 기생충 개는 위험해. 그러니 조용히 고통 없이 안락사시키는 게 낫다."#
3월 20일, "독일 차기 총리 메르츠는 러시아가 유럽에서 전쟁을 일으키고 방화, 청부 살인, 허위 정보로 독일을 겨냥했다고 비난한다. 당신은 아직 권력을 잡지도 않았는데 벌써 괴벨스처럼 거짓말을 하고 있군. 나치 독일은 1941년부터 1945년까지 이렇게 우리를 공격했다. 우리는 그 결과가 어떻게 되었는지 알고 있다. 시작이 잘못됐네, 프리츠!"
3월 31일, "유럽 정치인 상당수가 급성 루소포비아에 시달리고 있다. 이 정신병은 러시아가 유럽과 유럽인들의 삶에 미치는 영향을 양극적으로 과장하는 데서 비롯된다. 일반적으로 조울증과 우울증이라는 두 단계가 번갈아 나타난다.

조증 단계는 운동성 불안, 공격성, 공격 대상과의 실제 능력을 가늠하지 않고 더 강한 사람을 괴롭히고 공격하려는 욕구를 특징으로 한다. 때론 통제 불능의 배뇨와 배변으로 끝난다. 조증 단계의 환자로는 마크롱, 스타머, 스텁.

우울기는 우울, 심신의 쇠퇴, 섭식 장애, 건강염려증, 자해 등의 증상이 특징이다. 우울기 환자는 자가 거세(self-castration)를 포함한 자해 행위를 할 수 있다. 현재 이러한 증상은 여성 우르줄라 폰데어라이엔, 카야 칼라스, 약물 중독으로 고통받는 양성애자 젤렌스키, 사카슈빌리 환자에게서 더 흔하게 관찰된다.

치료는 대증요법이다. 전통적인 약물은 대개 효과 없다. 칼리버, 오닉스, 이스칸데르와 같은 강력한 진정제와 강력한 다성분 신경안정제 오레쉬닉을 병용했을때 가장 좋은 치료효과가 관찰된다. 특히 심각한 경우에는 야르스와 사르마트와 같은 핵신경이완제를 사용할 수 있다."#
4월 1일, 우르줄라 폰데어라이엔 얼굴에 히틀러 얼굴을 합성한 사진과 조작된 젤렌스키 얼굴 사진을 올리며 "유럽 엘리트들은 죽음을 선택한다" 주장.#
4월 14일, "독일 총리 후보 프리츠 메르츠는 히틀러의 국방군에서 복무했던 아버지에 대한 기억에 사로잡혀 있다. 이제 메르츠는 크림반도 다리에 대한 공격을 제안했다. 다시 생각해 봐, 나치!"#
5월 1일, "유럽의 미친 늙은 여자가 미쳐 날뛰고 있다. 내 엉덩이에 키스해."#
5월 2일, "AfD는 이제 민주주의를 위협하는 극단주의 단체로 지정되었다. CDU/CSU, SPD 등 독일 정당들은 지지율이 높은 사람들을 극단주의자로 간주하는 것 같다."#
5월 3일, "면도하지 않은 녹색 멍청이는 푸틴이 3일간의 휴전을 거부하면 전승기념일 모스크바에 있는 세계 지도자들의 안전을 보장할 수 없다고 말했다. 그리고 누가 그의 보장을 바라겠나? 그저 말장난일 뿐이다."#
5월 25일, "반데라 정권에 대한 군사적 지원이 계속된다면 완충 지대는 다음과 같을 수 있다."#
6월 23일, "녹색 촌충이 영국에 기어들어와 동맹국GDP의 0.25%를 요구했다! 게다가 무기 구매로 받은 돈의 30%도 제대로 설명하지 못하고 있다. 유럽인과 미국인 여러분, 언제까지 몸속의 기생충을 참을 수 있겠나?!"#
6월 27일, "유럽 평의회나 우크라같은 나라가 침략에 대한 "재판소"를 만들었을지도 모른다. 피투성이 키예프 광대와 그 패거리를 감옥에 가두기 위해 필요할지도 모른다. 그들이 침략을 조직한 자들이다. 아니면 EU와 영국 대표들을 처벌하고 싶은 걸까? 바이든?"#
7월 6일, "뤼터 총리는 네덜란드인들이 좋아하는 환각 버섯을 너무 많이 먹은 게 분명해. 그는 대만을 둘러싼 중국과 러시아의 공모, 그리고 러시아의 유럽 침공 가능성을 예견하고 있다. 하지만 한 가지 그의 말이 맞다. 러시아어를 배워야 한다는 거다. 시베리아 수용소에서 유용할지도 모르지."
7월 25일, "트럼프는 러시아와 최후통첩 게임을 하고 있다. 최후통첩은 전쟁으로 가는 위협이자 한 걸음이다. 우크라가 아닌 미국과의 전쟁. 조처럼 행동하지마!"#
7월 28일, "트럼프는 유럽을 파괴했다. 미국과 유럽연합의 거래:

1) 이는 유럽인들에게는 완전히 굴욕적이다. 왜냐면 이는 미국에만 이익이 되기 때문이다. 즉, 유럽 시장의 보호를 없애고 미국 상품에 대한 관세를 0으로 낮춘 것이다.

2) 값비싼 미국 에너지 비용을 지불하기 위해 많은 EU국가의 산업과 농업에 엄청난 추가 비용이 발생한다. 3) 유럽에서 미국으로 강력한 투자 흐름을 유도한다.

이 합의는 명백히 반 러시아적이며, 유럽의 정신 나간 늙은 여자에게는 이는 자국민의 안녕을 해치는 신나치 이념의 일부다."#
7월 29일, "언제 평화 협상 테이블에 앉을지는 당신이나 트럼프가 결정할일 아니다. 우리 군사작전의 모든목표가 달성되면 협상을 끝날것이다. 미국이나 먼저 생각해 할배!"#
7월 31일, "트럼프, 그가 좋아하는 워킹 데드 영화를 떠올리게 하고, 자연에 존재하지 않는 데드핸드가 얼마나 위험한지도 떠올리게 하세요😂."##

## 애호 기질
덕력과 잉여력은 남달라서 트위터는 이틀에 한번 꼴로 업데이트되며, 엘튼 존의 공연에 다녀왔다고 인증한 적까지 있다. G20 건으로 대한민국에 방문했을 때 삼성전자의 갤럭시 탭을 선물받아서 후기를 올렸으나 썩 긍정적인 반응은 아니었다. 덕분에 한국에선 잠깐 난리가 났다.
사진 덕후로 유명하며, 특히 라이카를 들고 다니는 모습이 자주 포착되었다. 라이카는 풀프레임 DRF M9과 라이카 중형카메라를 쓴다. 캐논 플래그십 바디인 1DX나 캐논 5D, 니콘 제품도 쓰는 모습이 찍혔다. 이 중 라이카 중형 카메라는, 렌즈를 조금만 구성해도 억 단위까지 찍히며 1DX와 같은 바디도 수백만원에 달하는 고가의 카메라다. 이 정도면 돈이 많아서 그냥 찍는 사람처럼 보이지만 찍어서 인스타에 올린 사진들을 보면 실력이 꽤 뛰어나다. 거의 사진 작가라 할 정도다.유튜브 링크 옆의 유튜브 링크는 2010년, 그러니까 대통령 재임 중에 개최한 사진전이지만, 2014년과 2015년에도 일정을 소화하면서 찍은 사진들로 사진전을 추가로 열었다. 2015년부터는 매년 개최(외국에서도 추진)를 목표로 한단다.
거기다가, 소련 시절에 금지되었던 록 음악 덕후인지라 몰래몰래 레드 제플린, 블랙 사바스 등을 즐겨들었고 그의 딥 퍼플 사랑은 유명하다. 심지어, 2008년 선거날에 러시아의 유명 밴드 류베가 붉은 광장에서 공연하는데, 푸틴과 함께 무대에서 같이 노래를 불렀다고 한다.
2011년 7월 21일, 그가 대통령이었을때 맥주가 알코올 중독을 일으킨다며 맥주통제를 위해 맥주업계에 세금을 2배 인상시켰는데 정작 본인은 맥주 애호가이다.#
그는 외계인 덕후이자 미국 SF 영화 애호가이다. 2012년 12월 7일, 그가 총리였을때 RenTV인터뷰에서 영화 맨 인 블랙 3을 언급하며 "러시아에도 외계인들이 살고있고 러시아 정부가 이들을 통제·관리하고 있다."는 과대망상적인 러뽕 주장을 했다.#